# 11人いる!
『11人いる!』（11にんいる!）は、萩尾望都による日本の中篇SF漫画。漫画雑誌『別冊少女コミック』1975年9月号から11月号に連載された。
宇宙大学の入学試験で宇宙船に閉じ込められた受験生たちを描いた密室劇で、SF作品であると同時に、ミステリー、友情、恋愛などの要素も盛り込んだ作者の代表作である。
1976年（1975年度）、第21回小学館漫画賞少年少女部門を受賞。
テレビドラマ化、アニメ映画化、および舞台化されている。

## 概要
名門校・宇宙大学の入学試験最終テスト（最終日程の最後の科目）において、“外部とのコンタクトが不可能な宇宙船”を舞台に、宇宙のさまざまな国からやって来た11人の受験生が、本来ならチームは10人一組のはずが1人多いことから闖入者探しに迫られ、疑心暗鬼のなかで反目しつつ、信頼関係を築き合いながら友情や恋を培い、非常事態を乗り越えようとするさまを描く。
少女マンガ初の本格的なSF作品で、それまで少年マンガしか読まなかった読者や、小説家・文化人にまで大きな影響を与えた。宇宙を舞台にしたSFの世界観に外部への連絡が不可能というクローズド・サークルなミステリ要素を取り入れた綿密な設定と、魅力的な登場人物、緊張感のある構成は完成度が高い。
作者によると、本作のヒントの1つになったのは、宮沢賢治の童話『ざしき童子のはなし』であるという。舞台を宇宙船内に設定したのは、ざしき童子を基にしたストーリーを考えていた高校生当時、SFが好きで宇宙船内で起こる事件を色々考えていたため、と語っている。
なお、宇宙やメカの描写は、アシスタントに来た松本零士のスタッフが描いたものである。
続編に「続・11人いる! 東の地平・西の永遠」、番外編に「タダとフロルの スペース ストリート」がある。番外編には11人の中で登場しない人物もいる。

## 作品設定
ワープ航法と反重力推進の発明により、地球人類が宇宙へ進出を果たしている未来。人類は200年の間に51の惑星を開拓したが、異星人の遺跡の発見、および異星人とのファーストコンタクトを経て団結する必要に迫られ、総合政府・テラを樹立する。
その後、サバ系、ロタ系、セグル系の3大国で構成される星間連盟に、地球および周辺惑星もテラ系として加盟。400年の時を経てロタ、セグル、サバに次ぐ国力を獲得した。異なる種族間同士の遺伝交配はロタ系を除き可能。
テラ
星間連盟に加盟している4大国中、国力で第4位。人口で第1位。地球と51の植民地惑星からなる総合政府。
サバ
国力では第3位。人口では第2位。メンタリティの面でテラ系と多くの類似性を持つ。そのためテラ系にとっては好敵手と呼べる存在。バセスカいわく「サバ系は総じて美形が多い」が、トトのような例外もいる。
セグル
国力では第2位。人口では第3位。サバをしのぐ歴史と伝統を誇る由緒ある星系。
ロタ
国力では第1位。人口では第4位。特殊な宗教下にあるため、交易自体が困難とされている。作中ではロタ系人種が1人も登場していないため詳細不明。
上記4星系に属さない惑星もあり、作中ではフロルの出身星がそれにあたる。
宇宙大学国
テラ（地球連邦総合政府）によって設立された、1つの惑星が丸ごと大学という学園国家の様相を呈している機関。モットーは「自由・調和・博愛」。惑星全体をバリヤーで包み込み他国の武力を退けるほどの高度な科学技術を保有し、テラから勉学の権利を絶対に保障されている。作中の時点で創立から300年を数える。入試は2年半に1度で、各星系から多くの人材が集まるが、合格率は0.007パーセントという超難関である（第1次試験0.1パーセント、第2次試験10パーセント、最終試験70パーセント）。

## 11人いる！

### あらすじ
宇宙大学の受験生である主人公タダトス・レーン（タダ）は、最終テストである実技試験（協調性のテスト）として、筆記試験の成績に基づいて組まれた10人チームのメンバーとなり、漂泊中と仮定して外部との連絡を断たれ、惑星「黒」の衛星になって公転周期53日で回り続ける廃棄済みの宇宙船・白（はく）号の乗員として、53日間船内にとどまるよう言い渡される。
だが、白号に乗り込んでみると、そこにいたのはなぜか1人多い11人であった。大学側に事態を知らせようにも、連絡手段は司令室（ブリッジ）に設置された非常用赤ボタンのみであり、押せばチーム全員が不合格になってしまう。試験合格のため、11人は互いに疑念を抱きながらも規定の53日間を過ごすことに決める。
11人目という不測の存在を抱えつつも試験は順調であるかのように見えたが、白号の軌道が惑星「黒」の公転軌道から外れて恒星「青」に近づいていくというアクシデントにより、船内温度が徐々に上昇する。このまま船内温度が40℃に達すると、船内に繁茂している野生化した電導ヅタに起因する死亡率93パーセント、空気伝染の伝染病「デル赤斑病」が発生する可能性があることが判明する。
さらに、タダが5歳の頃、白号に乗船していた際に「デル赤斑病」の発生に遭遇して、乗員の9割・1万人以上が「ワクチン不足」により集団感染し死亡するという事件が起きていたことが判明し、11人はこの危機を回避するための行動を迫られる。
暑さと伝染病への不安が疑心を煽り、一時は「タダを11人目として殺害」しようとする騒ぎにまで発展するが、各人の機転や努力で互いに協力し合い、遂に白号の軌道変更とワクチン抽出に成功するが、45日目を迎えたところでフロルが発症したため、タダたちは棄権を申し出ることを決め、非常用ボタンを押した。
しかし、全チームの中で最長期間を耐えたタダたちのチームは、首席合格と通知され、彼らはそれぞれの未来へと旅立っていくのだった。

### 登場人物
タダトス・レーン
主人公の少年。愛称はタダ。テラ系シベリース出身。真面目だが少々押しに弱い。優れた直感力（テレパシーに似たシベリース特有の超能力の一種）があるが、白号に来てから、11人目が誰か分からなかったり、（後日、半分当たっていることが判明するが）フロルを女性だと思ったりするなど調子が狂い始める。
5歳の頃、白号に乗船していた際にデル赤斑病の発生に遭遇、自身はワクチン接種を受けて助かったが、両親を含む乗員の大半が死亡するという惨事を経験している。そのときの記憶は当時の白号の船長であった長老により封印されていたが、電導ヅタについて調べている際に記憶を取り戻した。
大学入学後、念動力（しかも物体を空中で停止させるという上級ランクの力）まで発現させる。
フロルベリチェリ・フロル
愛称はフロル。星系未所属の辺境惑星ヴェネ出身。
金髪巻き毛、小柄な美少女的容姿で、当初グループはマン（男性）チームだと思っていた皆を驚かせる。きっぷのよい性格で細かいことに拘らず、また脅しに屈しないなど誇り高い一面もあるが、ちょっとしたことで悲鳴を上げる怖がりな面も併せ持つ。辺境星出身できちんとした星間用語を習わなかったのか、話す言葉は江戸弁風（他のメンバーからは「酷い俗語だ、外見の割にあんまりだ」と落胆されている）。自身が女性視されることを特に嫌悪している。
実態は雌雄未分化の完全体。ヴェネ人はいずれも完全体として生まれ、長子以外は人為的にホルモンを投与され女性となる決まりだが、末子のフロルは男性化を希望したため「宇宙大学に合格できたら特例として男になることを認める」という条件を受けて受験しに来ていた。
マヤ王バセスカ
サバ系アリトスカ・レ出身。愛称は「王さま」。試験執行の半月前にコモフ領の王位を継承したマヤ王。受験は腕試しとしてのものであり、合格しても大学には通わず統治のために国に帰らなくてはならない。高いカリスマ性とリーダーシップを併せ持つ一方で直情的な面もある。
ソルダム四世（フォース）ドリカス
サバ系アリトスカ・ラ出身。バセスカの出身星アリトスカ・レは隣接星。そのため、バセスカと真っ先に打ち解ける。理知的で穏やかな性格。愛称は「フォース」。
アマゾン・カーナイス
テラ系シュシュ出身。気さくな性格だが少々せっかち。シュシュは狩猟が盛んなため全身縫合痕だらけだが、本人が言うには少ない方である。大きなボタンの衣装を着用している。
チャコ・カカ
テラ系クエス出身。色黒の肌に天然パーマ。関西弁なまりの星間用語を話す。
ドルフ・タスタ
テラ系ペロマ出身。愛称は「赤鼻」。体は大きいが気は弱い。
トト・ニ
サバ系ミス出身。耳が大きく気が小さい。農業と植物の専門家。
ヴィドメニール・ヌーム
星系未所属の辺境星ヴィヌドー出身で、同星からは初めての受験生。愛称は「ヌー」。長身で整った顔立ちだが、全身が青い鱗に覆われている特異な外見を持つ。思慮深い性格。
ヴィヌドー人の中に一定の割合で現れる「ヴィドメニール」と呼ばれる雌雄未分化の完全体で、生殖不可能であるため、星のしきたりに従って僧になった。
ガニガス・ガグトス
サバ系トレドレーガ出身。愛称は「ガンガ」。トレドレーガでは専門教育が徹底しているため、実践的な知識が豊富。
風土病が原因で短命な同胞たちを長生きさせるため開発された、トレドレーガ型青緑色クロレラの栽培方式による、一種のサイボーグ。クロレラ培養なので血液や内分泌器官に至るまで全身緑色。11人目の妨害行為によるタダのミスで負傷するものの、ミスの経緯の不自然さからタダの肩を持つ。機転が利く。
グレン・グロフ
セグル系灰白色星出身。「まるで岩石人間」と評される容姿を持ち、愛称は「石頭」。生真面目な性格。
正体は地球総合政府の大佐かつ宇宙大学教官であり、大学によって仕組まれた真の「11人目」。

## 東の地平・西の永遠
「続・11人いる! 東の地平・西の永遠」（ひがしのちへい・にしのとわ）は、漫画雑誌『別冊少女コミック』1976年12月号から1977年2月号に連載された。大学入学資格者になったまま帰郷したマヤ王バセスカが統治するアリトスカ・レと宇宙大学を舞台に、前作の受験生たちが大学生になってからを描く。
前作が好評だったためメンバー11人全員の惑星出身地の構想であと11本作品ができると作者は思ったが、主人公のタダがいい子過ぎてうまく動かなかったため断念し、結局その構想が実現したのはマヤ王バセスカとソルダム四世ドリカスの出身地を舞台にした本作のみであった。

### あらすじ（続）
バセスカの出身星アリトスカ・レ（東の地）とフォースの出身星アリトスカ・ラ（西の地）の間には、アリトス母星の鉱山を巡る武力紛争が続いていた。タダとフロルはバセスカに招かれ東の地を訪れるが、そこでは急進派と古典派が対立していた。滞在中に起こった急進派によるクーデターに巻き込まれ、譲位を拒否して反逆罪に問われたバセスカ共々収監されてしまう。別の場所へ護送される途中、新王を認めないアマン伯爵に救われ脱走する。
バセスカを排除した東の新政権は西の地に宣戦布告、西の鉱山に侵攻する（第79次アリトスの戦い）。対する西の地は休戦協定を結ぶべく和平使節団を派遣するが、漁父の利を得ようとするドゥーズ大国の陰謀により使節団が殺害され、東西両国とも大混乱に陥る。逃走中で行方不明となったバセスカはすべての濡れ衣を着せられ、タダ、フロルと共に宇宙大学へ逃げ込んだ。
大学がテラ政府により絶対保障された学生の勉学の権利を根拠に、バセスカの身柄保護、武力行使への対抗を宣言したため、直接手出しができなくなってしまった西の地は、宇宙大学の学生であるフォースにバセスカ暗殺を命令する。人質に取られた郷里の家族と学友の板挟みになったフォースは、バセスカに戦争終結の希望を託して自ら命を絶った。
バセスカはフォースの遺志を継ぎ戦争を終結させるためタダとフロルと共に祖国へ帰還するが、その場で全員が捕らえられ西へ引き渡されることになってしまう。だが引き渡しの場でクーデターの首謀者とドゥーズ政府の陰謀が明らかとなり、バセスカは王として復権、彼の手で東西和平協定が結ばれた。

### 登場人物（続）
「11人いる!」登場分は省略。
バパ
大臣。バセスカの腹心の部下。憂国の士でタカ派。西の地に対抗して軍備増強を図るが、王であるバセスカは戦争を許さなかったため、クーデターを経て西の鉱山に戦線を向ける。
トマノ
バセスカの実兄。陽気で酒好きであり、良くも悪くも軽い性格。王位継承資格者の証であるマヤの峰の啓示があらわれなかったためマヤ王にはなれなかった。そのことに不満のあるそぶりは見せていなかったものの、クーデターにおいて実権のない新王として担がれる。
オーセ
法司長。バセスカと共に穏健派。トマノを担ごうとする急進派により暗殺される。
オナ
オーセの娘で、8人の次法司長の1人。バセスカを慕っている。父が暗殺された直後の現場を見たショックにより、昏睡状態に陥る。昏睡から覚めた後、全ての経緯を暴露し、事態を解決に導く。
アマン伯爵
バセスカの臣下の一人。無愛想だがバセスカの味方でよき理解者。マミーナという娘がいる。
火消しの赤毛（レッド）
銀河連邦の情報部員コンビ「火種と火消し」の片方。ドゥーズの暗躍を調査しており、バセスカたちをさまざまな面から支援する。
チュチュエリア九世ドリカス（チュチュ）
フォースの妹。フォースを殺したのはバセスカであると聞かされたため、バセスカを恨むようになる。フォースの仇を討つべくバセスカを殺害しようとしていた（フロルに平手打ちされて「フォースは自分で頭をぶちぬいたんだぞ」「（和平使節を）殺したのはドゥーズの連中だ！ オレたちはまの当たりに見てたんだ」「王さまは戦争をおわらせるために帰って来たんだぞ！ フォースの遺言だったのにメチャメチャにしやがって」と怒鳴り付けられる）。事態収束後は誤解が解け、バセスカと婚約を結ぶ。
ローン
フォースとチュチュの叔父。西の和平使節団の1人だったが、東に向かったまま行方不明になる。実はドゥーズ秘密情報部の介入により殺されかけて助かった。陰謀を暴露するための証人になる。
ゾンブル
ドゥーズ大国の秘密情報部長官。大統領からアリトスカ東西両国を手中に収めるための、双方への秘密工作を命じられる。商人を装ってアリトスカへ潜り込むが、最後にはレッドによって正体を暴露された。
アテナイ
宇宙大学国セクション55・超能力開発コースの女性教師。落ち着いた雰囲気を持つ美人。勝利の女神を自称する。タダの素質を評価し超能力開発コースの授業を受けるよう打診した。
緑（ミドリ）
宇宙大学国の5年生。女好き。

## スペース ストリート
「タダとフロルのスペース ストリート」は、漫画雑誌『別冊少女コミック』1977年3月号から9月号に連載された。「11人いる!」の登場人物によるコメディ。学内で起きるドタバタ騒ぎを描く。全7話、1話あたり4ページ。「悪い夢をみた夜は」のみ8ページ。
1. 生活設計
2. 悪い夢をみた夜は
3. 空中遊泳習得法[注釈 12]
4. 異常事態対処法
5. 海を海とする定義
6. 主観・客観
7. 生きるべきか否か

## 単行本・文庫本
- 小学館文庫『11人いる! -SFロマン傑作選』（全1巻） 1976年7月20日初版発行 ISBN 4-09-190712-1
収録作品 「11人いる!」、他3編（「ユニコーンの夢」、「六月の声」、「10月の少女たち」）
- 小学館文庫『続・11人いる! -東の地平・西の永遠』（全1巻） 1977年8月20日初版発行 ISBN 4-09-190714-8
収録作品 「続・11人いる! -東の地平・西の永遠」、他1編（「マリーン」）
- 萩尾望都作品集 第1期（全17巻中、第13巻・第14巻）
第13巻『11人いる!』 1978年5月10日初版発行 ISBN 4-09-178013-X
収録作品 「11人いる!」、他3編（「精霊狩り」、「ドアの中のわたしのむすこ」、「みんなでお茶を」）
第14巻『続・11人いる! -東の地平・西の永遠』 1978年6月10日初版発行 ISBN 4-09-178014-8
収録作品 「続・11人いる! -東の地平・西の永遠」、「スペースストリート」、他2編（「六月の声」、「左ききのイザン」）
- 『11人いる! -萩尾望都スペースワンダー』（全1巻） 1986年11月15日初版発行 ISBN 4-09-178811-4
収録作品 「11人いる!」、「続・11人いる! -東の地平・西の永遠」
- 小学館文庫『11人いる!』新編集版（全1巻） 1994年12月1日初版発行 ISBN 4-09-191011-4
収録作品 「11人いる!」、「続・11人いる! -東の地平・西の永遠」、「スペースストリート」
- 萩尾望都Perfect Selection（フラワーコミックススペシャル全9巻中、第3巻）
第3巻『11人いる!』 2007年8月29日初版発行、2007年8月24日発売 ISBN 978-4-09-131209-9
収録作品 「11人いる!」、「続・11人いる! -東の地平・西の永遠」、「スペースストリート」
- 『11人いる! -萩尾望都スペースワンダー』復刻版（全1巻） 2019年3月26日初版発行 ISBN 4-09-179285-5
収録作品 「11人いる!」、「続・11人いる! -東の地平・西の永遠」

## 翻案作品

### ドラマ
NHK少年ドラマシリーズの1作として、1977年1月2日18時5分 - 45分に放映、DVDも発売されている。

#### 相違点（ドラマ）
11人目が原作とは異なる。

#### スタッフ（ドラマ）
- 脚本 - 佐々木守
- 制作 - 黛叶
- 演出 - 峯岸透
- 音楽 - 広瀬量平

#### キャスト（ドラマ）
- フロル - 山城はるか
- タダ - 佐山泰三
- 王様 - 吉田次昭
- 四世 - 柴崎敏
- ヌーム - 片岡功
- ガンガス - 保積ぺぺ
- アマゾン - 中村俊男
- トト - 蔵忠芳
- グレン - 山田昌人
- チャコ - 三ツ矢雄二
- ドルフ - 石垣恵三郎
- 宇宙大学学長 - 佐藤慶

### アニメ映画
1986年11月、キティ・フィルムによりアニメーション映画化。

#### 相違点（アニメ）
- 白号は「エスペランサ号」と名付けられ、規模は原作（乗客定員2万人）の約10分の1になっている。
- 4世（フォース）は「よんせい」と呼ばれている。
- エンディングで、登場人物の（大学卒業後の）その後がモノローグで紹介される。このモノローグは、「東の地平・西の永遠」で語られた各人のその後とは必ずしも一致しない。

#### スタッフ（アニメ）
- 監督 - 出﨑哲、冨永恒雄
- 製作 - 多賀英典
- 原作・構成 - 萩尾望都
- 企画 - 落合茂一
- 脚本 - 今泉俊昭、小出一巳
- 作画監督 - 清水恵蔵
- キャラクターデザイン - 杉野昭夫、清水恵蔵
- エフェクト作監 - 前島健一
- 絵コンテ - 夏姫亮之介、加瀬充子、渡部英雄、金子隆悠季、中村隆太郎、富永恒雄、出崎哲
- 演出 - 加瀬充子
- メカニカル設定 - 矢島洋一
- 美術監督 - 東潤一
- 撮影監督 - 小山信夫
- 録音監督 - 斯波重治
- 音楽監督 - 及川禅
- 音楽 - 福田裕彦
- 映像編集 - 尾形治敏、伊藤勇喜子、西昭彦
- プロデューサー - 古徳稔
- 制作協力 - マジックバス
- 制作 - 株式会社キティ・フィルム
- 配給 - 東宝株式会社

#### キャスト（アニメ）
- タダ - 神谷明
- フロル - 河合美智子
- 王様 - 田中秀幸
- 四世 - 古川登志夫
- ガンガ - 玄田哲章
- アマゾン - 鈴置洋孝
- ヌー - 若本紀昭
- 石頭 - 池水通洋
- 赤鼻 - 塩屋浩三
- トト - TARAKO
- チャコ - 柏倉つとむ

その他出演者
- 丸山詠二
- 橋本晃一
- 平井隆博
- 沢木郁也
- 広瀬正志
- 鈴木れい子

#### 主題歌（アニメ）
- 主題歌 「僕のオネスティ」
歌：川上進一郎/作詞：神沢礼江/作曲：川上進一郎/編曲：星勝
- 挿入歌 「とことん I LOVE YOU」
歌：河合美智子/作詞：谷穂ちろる/作曲：面輪かおり/編曲：ライオンメリー

- カセットテープ - 11人いる！
  - 規格品番 - 28CS0111
  - 販売元 - キティレコード
  - 発売日 - 1986年

- LP - 僕のオネスティ/11人いる！
  - 規格品番 - 28MS0111
  - 販売元 - キティレコード
  - 発売日 - 1986年

- EP - とことん I Love You/11人いる！
  - 規格品番 - 7DS0132
  - 販売元 - キティレコード
  - 発売日 - 1986年

- CD - オリジナルサウンドトラック
  - 規格品番 - H33K20056
  - 販売元 - キティレコード
  - 発売日 - 1986年

#### ビデオ（アニメ）
- LD
  - 組数 - 1枚組
  - 収録時間 - 91分
  - 規格品番 - HCL-3001
  - 販売元 - 創美企画（現・ハピネット）
  - 発売日 - 1987年6月21日

- VHS
  - オリジナル全長版
  - 収録時間 - 91分
  - 規格品番 - JSL-10007
  - 制作・著作 - キティ・エンタープライズ/日本ビクター
  - 発売元 - CIC・ビクタービデオ
  - 発売日 - 1989年3月1日

- VHD
  - 組数 - 1枚組
  - 収録時間 - 91分
  - 規格品番 - VHP-68045
  - 制作・著作 - キティ・エンタープライズ/日本ビクター
  - 発売元 - 日本ビクター
  - 発売日 -

- DVD
  - ディスク枚数 - 1枚
  - 収録時間 - 90分
  - 規格品番 - PIBA-7116
  - 販売元 - パイオニアLDC
  - 発売日 - 2002年3月22日

### ドラマCD
映劇のドラマCDレーベル「e☆star」より2013年9月25日発売。

#### キャスト（ドラマCD）
- タダ - 阿部敦
- フロル - 山本和臣
- 王様 - 鳥海浩輔
- 四世 - 岸尾だいすけ

### 舞台

#### 2004年 演劇ユニットアクサル
- 6月25日 - 6月28日、シアター代官山
- 7月1日 - 7月7日、シアターぷらっつ江坂
- 7月10日 - 7月11日、愛知県芸術劇場小ホール

- 脚本 - 安井省人
- 演出 - 吉谷光太郎
- 美術 - 柴田隆弘
- 照明 - 浜崎亮
- 音響 - Alain Nouveau
- 舞台監督 - 永易健介
- 衣裳 - 杉浦潤子
- 制作 - 安井省人、瀬戸憲一、清水沙織
- プロデューサー - 砂岡誠
- 出演 - 郷本直也、柄谷吾史、田中照人、斎藤准一郎、斎藤洋一郎、入谷啓介、古川貴生、松木賢三、山本健史、日ノ西賢一、内藤悠一、勝洸久、吉谷光太郎

#### 2011年 劇団スタジオライフ
- 2月5日 - 2月28日、あうるすぽっと
- 3月19日 - 3月20日、名鉄ホール
- 3月26日 - 3月27日、梅田芸術劇場シアター・ドラマシティ

- 脚本・演出 - 倉田淳
- 美術 - 松野潤
- 照明 - 森田三郎
- 音響 - 中田摩利子・竹下亮
- 舞台監督 - 後藤恭徳
- 出演 - 山本芳樹/松本慎也、及川健/三上俊、青木隆敏/曽世海司、仲原裕之/関戸博一、鈴木智久/堀川剛史、冨士亮太/原田洋二郎、篠田仁志/牧島進一、松村泰一郎/神野明人、林勇輔、船戸慎士、山崎康一、倉本徹

#### 2013年 劇団スタジオライフ
「11人いる!」「続・11人いる! ～東の地平・西の永遠」（初演）2作品連続公演として上演。
- 1月10日 - 1月20日、「11人いる!」 紀伊國屋ホール

|                          | Mercurius                                                                    | Venus                                                                        |
| ------------------------ | ---------------------------------------------------------------------------- | ---------------------------------------------------------------------------- |
| タダトス・レーン         | 松本慎也                                                                     | 荒木健太朗                                                                   |
| フロルベリチェリ・フロル | 内藤大希                                                                     | 及川健                                                                       |
| バセスカ                 | 堀川剛史                                                                     | 曽世海司                                                                     |
| ソルダム四世ドリスカ     | 仲原裕之                                                                     | 藤森陽太                                                                     |
| アマゾン・カーナイス     | 鈴木翔音                                                                     | 松村泰一郎                                                                   |
| チャコ・カカ             | 宇佐見輝                                                                     | 小林浩司                                                                     |
| ドルフ・タスタ           | 大沼亮吉                                                                     | 原田洋二郎                                                                   |
| トト・ニ                 | 澤井俊輝                                                                     | 若林健吾                                                                     |
| ヴィドメニール・ヌーム   | 関戸博一                                                                     | 鈴木智久                                                                     |
| グレン・グロフ（石頭）   | 緒方和也                                                                     | 神野明人                                                                     |
| ガニガス・ガグトス       | 船戸慎士                                                                     | 船戸慎士                                                                     |
| 長老／長官               | 倉本徹                                                                       | 倉本徹                                                                       |
| ハレムの殿               | 倉本徹                                                                       | 倉本徹                                                                       |
| ハレムの女               | 原田洋二郎/鈴木智久/松村泰一郎/藤森陽太/ 松本慎也/内藤大希/緒方和也/宇佐見輝 | 原田洋二郎/鈴木智久/松村泰一郎/藤森陽太/ 松本慎也/内藤大希/緒方和也/宇佐見輝 |
| イケメン                 | 曽世海司                                                                     | 堀川剛史                                                                     |
| 男ヴィダ                 | 荒木健太朗                                                                   | 仲原裕之                                                                     |
| 女ヴィダ                 | 及川健                                                                       | 関戸博一                                                                     |
| 医師                     | 曽世海司                                                                     | 仲原裕之                                                                     |
| 母                       | 鈴木智久                                                                     | 関戸博一                                                                     |
| 子                       | 及川健                                                                       | 松本慎也                                                                     |
| 宇宙船乗務員             | 荒木健太朗                                                                   | 堀川剛史                                                                     |
| 乗客                     | 松村泰一郎/神野明人/緒方和也/大沼亮吉                                        | 松村泰一郎/神野明人/緒方和也/大沼亮吉                                        |
| 助手                     | 小林浩司/原田洋二郎/仲原裕之/堀川剛史                                        | 小林浩司/原田洋二郎/仲原裕之/堀川剛史                                        |

- 2月28日 - 3月17日、「続・11人いる! ～東の地平・西の永遠」 紀伊國屋ホール（東京）
- 3月20日、「続・11人いる! ～東の地平・西の永遠」 名鉄ホール（名古屋）
- 3月30日、「続・11人いる! ～東の地平・西の永遠」 かめありリリオホール（東京）
- 4月6日 - 4月7日、「続・11人いる! ～東の地平・西の永遠」 サンケイホールブリーゼ（大阪）

|                          | Mars             | Jupiter    | Saturnus   |
| ------------------------ | ---------------- | ---------- | ---------- |
| タダトス・レーン         | 松本慎也         | 山本芳樹   | 松本慎也   |
| フロルベリチェリ・フロル | 内藤大希（客演） | 及川健     | 及川健     |
| バセスカ                 | 堀川剛史         | 曽世海司   | 堀川剛史   |
| ソルダム4世ドリカス      | 仲原裕之         | 藤森陽太   | 仲原裕之   |
| アマゾン・カーナイス     | 鈴木翔音         | 松村泰一郎 | 鈴木翔音   |
| チャコ・カカ             | 宇佐見輝         | 小林浩司   | 宇佐見輝   |
| ドルフ・タスタ           | 大沼亮吉         | 原田洋二郎 | 大沼亮吉   |
| トト・ニ                 | 澤井俊輝         | 若林健吾   | 澤井俊輝   |
| ヴィドメニール・ヌーム   | 鈴木智久         | 鈴木智久   | 鈴木智久   |
| ガニガス・ガグトス       | 船戸慎士         | 船戸慎士   | 船戸慎士   |
| グレン・グロフ           | 緒方和也         | 神野明人   | 緒方和也   |
| チュチュ                 | 関戸博一         | 関戸博一   | 関戸博一   |
| オナ                     | 青木隆敏         | 青木隆敏   | 青木隆敏   |
| アマン伯                 | 牧島進一         | 牧島進一   | 牧島進一   |
| ゾンブル長官             | 笠原浩夫         | 笠原浩夫   | 笠原浩夫   |
| バパ大臣                 | 倉本徹           | 倉本徹     | 倉本徹     |
| シンサ                   | 藤原啓児         | 藤原啓児   | 藤原啓児   |
| オーセ                   | 緒方和也         | 緒方和也   | 緒方和也   |
| トマノ                   | 神野明人         | 神野明人   | 神野明人   |
| ドゥマー                 | 松村泰一郎       | 松本慎也   | 松村泰一郎 |
| ローン                   | 曽世海司         | 堀川剛史   | 曽世海司   |
| 火消しの赤毛             | 山本芳樹         | 仲原裕之   | 山本芳樹   |

#### 2016年 演劇女子部「続・11人いる! 東の地平・西の永遠」
「イースト」「ウエスト」の2つの公演パターンが用意されており、パターンによって出演者の演じる役が異なる。
- 6月11日・12日、京都劇場
- 6月16日 - 26日、サンシャイン劇場

- プロデューサー - 丹羽多聞アンドリウ (BS-TBS)
- 脚本 - 坪田文
- 演出 - 西森英行 (InnocentSphere)
- 出演 - モーニング娘。'16、山岸理子、小片リサ、岸本ゆめの、浅倉樹々、橋本渚、高瀬くるみ、石井杏奈、小野田暖優、汐月しゅう、未沙のえる

|            | ウエスト                         | イースト                        |
| ---------- | -------------------------------- | ------------------------------- |
| タダ       | 工藤遥（モーニング娘。'16）      | 石田亜佑美（モーニング娘。'16） |
| フロル     | 小田さくら（モーニング娘。'16）  | 工藤遥（モーニング娘。'16）     |
| バセスカ   | 佐藤優樹（モーニング娘。'16）    | 譜久村聖（モーニング娘。'16）   |
| フォース   | 石田亜佑美（モーニング娘。'16）  | 小田さくら（モーニング娘。'16） |
| チュチュ   | 牧野真莉愛（モーニング娘。'16）  | 野中美希（モーニング娘。'16）   |
| オナ       | 譜久村聖（モーニング娘。'16）    | 牧野真莉愛（モーニング娘。'16） |
| レッド     | 岸本ゆめの（つばきファクトリー） | 生田衣梨奈（モーニング娘。'16） |
| トマノ     | 尾形春水（モーニング娘。'16）    | 佐藤優樹（モーニング娘。'16）   |
| 石頭       | 生田衣梨奈（モーニング娘。'16）  | 羽賀朱音（モーニング娘。'16）   |
| ローン     | 飯窪春菜（モーニング娘。'16）    | 尾形春水（モーニング娘。'16）   |
| アナテイ   | 山岸理子（つばきファクトリー）   | 飯窪春菜（モーニング娘。'16）   |
| アマン伯爵 | 野中美希（モーニング娘。'16）    | 浅倉樹々（つばきファクトリー）  |
| ドゥマー   | 羽賀朱音（モーニング娘。'16）    | 小片リサ（つばきファクトリー）  |
| ゾンブル   | 汐月しゅう                       | 汐月しゅう                      |
| バパ大臣   | 未沙のえる                       | 未沙のえる                      |

- 演劇女子部の舞台『続・11人いる! 東の地平・西の永遠』のオリジナル劇中歌を収録したサウンドトラックが、2016年7月13日、アップフロントワークス（UP-FRONT WORKSレーベル）より発売された。
  - 収録曲 - 「愛の言葉」「東の地平・西の永遠」「好きだから・・」
- 演劇女子部の舞台『続・11人いる! 東の地平・西の永遠』の「イースト」公演、「ウエスト」公演それぞれを収録したDVD2枚組が、2016年10月5日、アップフロントワークス（zetimaレーベル）より発売された。
「イースト」「ウエスト」それぞれに合わせた内容で収録したオリジナルサウンドトラックCD2枚組もセットされている。

#### 2019年 劇団スタジオライフ
- 5月18日 - 6月2日、あうるすぽっと

- 脚本・演出 - 倉田淳
- 出演 - 関戸博一、松本慎也、伊藤清之、曽世海司、千葉健玖、牛島祥太、若林健吾、鈴木宏明、宇佐見輝、船戸慎士、藤原啓児、宮崎卓真（客演）、高尾直裕（客演）

## 本作から影響を受けた作品
- 彼方のアストラ - 本作に影響を受けており、宇宙船内での犯人探しと、メンバー全員が協力しながら様々な苦難を乗り越える中で培われる友情がテーマとなっている。
- クドリャフカの順番 - 劇中の文化祭にて、登場人物が本作ヒロインのコスプレをしている。